# Austinde d'Auch
Saint Austinde (° vers 1000 - † 26 juillet 1068) ou saint Ostent, né à Bordeaux et mort à Auch, est abbé de Saint-Orens de 1047 à 1049, puis archevêque d'Auch de 1049 à 1068. Il a eu un rôle important dans la réforme grégorienne en Gascogne.
C'est un saint catholique fêté le 26 juillet ou localement le 25 septembre.

## Origine
Saint Austinde est né à Bordeaux aux alentours de l'an 1000 ainsi qu'il l'affirme lui-même dans plusieurs chartes conservées dans le cartulaire d'Auch. Sa famille n'est pas connue, mais le cartulaire de Saint-Seurin (la paroisse où il naquit) mentionne plusieurs Austinde Gofran - qui pourraient être de la famille du saint - parmi les témoins de plusieurs actes importants, dont un passé par Sanche Guillaume, comte de Gascogne.

## Carrière
Il rentre dans les ordres et figure parmi les témoins de l'acte de consécration du cimetière d'Auch du 4 novembre 1046 sous la mention d'« Austinde, clerc de l'église de Bordeaux ». Peu après, il intègre le monastère de Saint-Orens à qui pourtant le nouveau cimetière d'Auch portait ombrage et de ce fait en procès contre le chapitre d'Auch, et dont il devient rapidement abbé, avec l'aide du comte de Fezensac. 
Raymond Copa, archevêque d'Auch, meurt le 20 novembre 1049. Le pape Léon IX initiait alors la Réforme grégorienne et souhaitait que les évêques ne fussent plus choisis parmi les membres de la noblesse locale, mais en fonction des mérites. Le comte Guillaume-Astanove de Fézensac souscrivit à cette idée et Austinde fut élu archevêque.
Son premier acte fut la consécration de l'église de l'abbaye de Saint-Mont, fondée par Bernard Tumapaler, comte d'Armagnac, bien qu'il ne fut pas favorable à cette nouvelle abbaye. 
Ensuite, il s'occupa de la cathédrale d'Auch, un édifice âgé de deux siècles qui commençait à tomber en ruine. Il engagea les travaux pour en reconstruire une nouvelle, de style roman. Les travaux débutèrent en 1064,.
À l'abbaye de Saint-Mont, l'observance de la règle s'était relâchée et qui empiétait sur les droits de l'archevêque et le comte d'Armagnac réussit à faire renvoyer les religieux dissolus et à les remplacer par des moines venus de Cluny, sans l'accord de l'archevêque. Saint Austinde tenta d'intervenir, mais en vain. 
En 1055, il acquiert un terrain du seigneur Guillaume Raymond de Nogaro et y fonde la ville de Nogaro qu'il déclare sauveté,.
De l'archidiocèse d'Auch dependaient les diocèses d'Eauze, de Dax, de Comminges, de Bazas, de Couserans, de Lectoure, d'Oloron, de Lescar, d'Aire, de Tarbes et de Bayonne. Six d'entre eux (Dax, Oloron, Lescar, Bayonne, Aire et Bazas) étaient tombés aux mains d'un seul évêque à la fin du Xe siècle, formant informellement le diocèse de Gascogne et au moins trois titulaires s'y étaient succédé. Bien que ce fut contraire aux lois de l'église, Rome ne pouvait faire autrement que composer avec l'évêque de Gascogne, Raymond le Vieux. Mais les villes de cinq des six diocèses qui avaient été abandonnés se relevaient et Saint Austinde put s'allier à elles dans les négociations avec Raymond le Vieux. Il fallut plusieurs conciles régionaux successifs, pour qu'Austinde rallie à lui le clergé local, puis les grands feudataires gascons, mais il dut entreprendre un voyage à Rome pour faire déposer Raymond le Vieux et rétablir les six évêchés en 1059. 
Il présida ensuite plusieurs conciles régionaux, à Jaca en 1060 pour soutenir les chrétiens d'Espagne face aux musulmans, et à Saint-Sever en 1061 pour relancer la règle bénédictine. 
Au cours des siècles précédents, l'affaiblissement du pouvoir royal avait permis à la noblesse d'empiéter sur les droits de l'Église et de posséder de nombreuses églises. La réforme grégorienne visait entre autres à s'opposer à cet état de fait. Raymond Copa avait déjà œuvré en faveur de la restitution des biens de l'Église et Austinde continua cette action. Des frictions apparurent bientôt entre l'archevêque et le comte Aymeric II de Fézensac, qui avait succédé à son père Guillaume Astanove. La situation devint intenable pour Austinde qui dut s'exiler auprès de Gervais, archevêque de Reims. Des excommunications furent prononcées et le diocèse d'Auch fut placé sous interdit, de sorte que la noblesse dut se soumettre. Austinde revint dans son diocèse en 1068.
Accompagné d'Hugues le Blanc, cardinal légat du pape, il préside un dernier concile d'Auch en 1068, et meurt peu après,.